# Grande Prêmio da Alemanha de 2010
O Grande Prémio da Alemanha de 2010 foi a décima primeira corrida da temporada de 2010 da Fórmula 1. Contrariando as expectativas, de 2009, de que não ocorreria um próximo grande prémio da Alemanha, devido a problemas financeiros, o circuito escolhido foi Hockenheimring, revezando a cada ano com o circuito de Nürburgring.

## Detalhes
A largada foi marcada pelo pulo de Felipe Massa 3º colocado para a 1º posição, após a tentativa mal-sucedida  de Sebastian Vettel (pole position nos treinos qualificatórios) de bloquear a ultrapassagem de Fernando Alonso (segundo nos treinos qualificatórios). Fernando Alonso obteve a vitória após um jogo de equipe, feito pela Ferrari, solicitando que Felipe Massa abrisse a sua posição a Fernando Alonso. Essa é a famosa corrida em que a frase "Fernando is faster than you" (em português: Fernando é mais rápido do que você) foi proferida pelo engenheiro Rob Smedley ao piloto brasileiro. Após o incidente, a escuderia italiana foi investigada pelos comissários que decidiram que a Ferrari infringiu os artigos 39.1, que proíbe ordens de equipe, e 151c, que fala sobre atitudes antidesportivas que sujem a imagem do esporte. A equipe foi multada pela FIA em US$ 100 mil (cerca de R$ 178 mil) e o caso foi encaminhado para o Conselho Mundial da entidade, que julgará o ocorrido. Deixando o resultado da corrida em Hockenheim sob júdice. A princípio, o julgamento foi marcado para o dia 10 de Setembro do mesmo ano, na sede da entidade na Place de la Concorde, em Paris, mas foi adiantado para o dia 8 de Setembro para evitar o conflito com o primeiro dia de treinos livres do Grande Prêmio da Itália.

## Classificação

### Treino oficial
| Pos | Nº | Piloto             | Construtor           | Parte 1  | Parte 2  | Parte 3  | Grid |
| --- | -- | ------------------ | -------------------- | -------- | -------- | -------- | ---- |
| 1   | 5  | Sebastian Vettel   | Red Bull-Renault     | 1:15.152 | 1:14.249 | 1:13.791 | 1    |
| 2   | 8  | Fernando Alonso    | Ferrari              | 1:14.808 | 1:14.081 | 1:13.793 | 2    |
| 3   | 7  | Felipe Massa       | Ferrari              | 1:15.216 | 1:14.478 | 1:14.290 | 3    |
| 4   | 6  | Mark Webber        | Red Bull-Renault     | 1:15.334 | 1:14.340 | 1:14.347 | 4    |
| 5   | 1  | Jenson Button      | McLaren-Mercedes     | 1:15.823 | 1:14.716 | 1:14.427 | 5    |
| 6   | 2  | Lewis Hamilton     | McLaren-Mercedes     | 1:15.505 | 1:14.488 | 1:14.566 | 6    |
| 7   | 11 | Robert Kubica      | Renault              | 1:15.736 | 1:14.835 | 1:15.079 | 7    |
| 8   | 9  | Rubens Barrichello | Williams-Cosworth    | 1:16.398 | 1:14.698 | 1:15.109 | 8    |
| 9   | 4  | Nico Rosberg       | Mercedes             | 1:16.178 | 1:15.018 | 1:15.179 | 9    |
| 10  | 10 | Nico Hülkenberg    | Williams-Cosworth    | 1:16.387 | 1:14.943 | 1:15.339 | 10   |
| 11  | 3  | Michael Schumacher | Mercedes             | 1:16.084 | 1:15.026 |          | 11   |
| 12  | 23 | Kamui Kobayashi    | BMW Sauber-Ferrari   | 1:15.951 | 1:15.084 |          | 12   |
| 13  | 12 | Vitaly Petrov      | Renault              | 1:16.521 | 1:15.307 |          | 13   |
| 14  | 14 | Adrian Sutil       | Force Indua-Mercedes | 1:16.220 | 1:15.467 |          | 191  |
| 15  | 22 | Pedro de la Rosa   | BMW Sauber-Ferrari   | 1:16.450 | 1:15.550 |          | 14   |
| 16  | 17 | Jaime Alguersuari  | Toro Rosso-Ferrari   | 1:16.664 | 1:15.588 |          | 15   |
| 17  | 16 | Sébastien Buemi    | Toro Rosso-Ferrari   | 1:16.029 | 1:15.974 |          | 16   |
| 18  | 18 | Jarno Trulli       | Lotus-Cosworth       | 1:17.583 |          |          | 17   |
| 19  | 19 | Heikki Kovalainen  | Lotus-Cosworth       | 1:18.300 |          |          | 18   |
| 20  | 24 | Timo Glock         | Virgin-Cosworth      | 1:18.343 |          |          | 241  |
| 21  | 21 | Bruno Senna        | HRT-Cosworth         | 1:18.592 |          |          | 20   |
| 22  | 15 | Vitantonio Liuzzi  | Force Indua-Mercedes | 1:18.952 |          |          | 21   |
| 23  | 20 | Sakon Yamamoto     | HRT-Cosworth         | 1:19.844 |          |          | 22   |
| 24  | 25 | Lucas di Grassi    | Virgin-Cosworth      | s/ tempo |          |          | 23   |

1. ↑  – Adrian Sutil e Timo Glock foram penalizados com a perda de cinco posições no grid de largada pela troca da caixa de câmbio.[6]

### Corrida[7]
| Pos | Nº | Piloto             | Construtor           | Voltas | Tempo/Aban.       | Grid | Pontos |
| --- | -- | ------------------ | -------------------- | ------ | ----------------- | ---- | ------ |
| 1   | 8  | Fernando Alonso    | Ferrari              | 67     | 1:27:38.864       | 2    | 25     |
| 2   | 7  | Felipe Massa       | Ferrari              | 67     | +4.196            | 3    | 18     |
| 3   | 5  | Sebastian Vettel   | Red Bull-Renault     | 67     | +5.121            | 1    | 15     |
| 4   | 2  | Lewis Hamilton     | McLaren-Mercedes     | 67     | +26.896           | 6    | 12     |
| 5   | 1  | Jenson Button      | McLaren-Mercedes     | 67     | +29.482           | 5    | 10     |
| 6   | 6  | Mark Webber        | Red Bull-Renault     | 67     | +43.606           | 4    | 8      |
| 7   | 11 | Robert Kubica      | Renault              | 66     | +1 volta          | 7    | 6      |
| 8   | 4  | Nico Rosberg       | Mercedes             | 66     | +1 volta          | 9    | 4      |
| 9   | 3  | Michael Schumacher | Mercedes             | 66     | +1 volta          | 11   | 2      |
| 10  | 12 | Vitaly Petrov      | Renault              | 66     | +1 volta          | 13   | 1      |
| 11  | 23 | Kamui Kobayashi    | BMW Sauber-Ferrari   | 66     | +1 volta          | 12   | —      |
| 12  | 9  | Rubens Barrichello | Williams-Cosworth    | 66     | +1 volta          | 8    | —      |
| 13  | 10 | Nico Hulkenberg    | Williams-Cosworth    | 66     | +1 volta          | 10   | —      |
| 14  | 22 | Pedro de la Rosa   | BMW Sauber-Ferrari   | 66     | +1 volta          | 14   | —      |
| 15  | 17 | Jaime Alguersuari  | Toro Rosso-Ferrari   | 66     | +1 volta          | 15   | —      |
| 16  | 15 | Vitantonio Liuzzi  | Force India-Mercedes | 65     | +2 voltas         | 21   | —      |
| 17  | 14 | Adrian Sutil       | Force India-Mercedes | 65     | +2 voltas         | 19   | —      |
| 18  | 24 | Timo Glock         | Virgin-Cosworth      | 64     | +3 voltas         | 23   | —      |
| 19  | 21 | Bruno Senna        | HRT-Cosworth         | 63     | +4 voltas         | 20   | —      |
| Ret | 19 | Heikki Kovalainen  | Lotus-Cosworth       | 56     | Acidente          | 18   | —      |
| Ret | 25 | Lucas Di Grassi    | Virgin-Cosworth      | 50     | Suspensão         | 24   | —      |
| Ret | 20 | Sakon Yamamoto     | HRT-Cosworth         | 19     | Problema Mecânico | 22   | —      |
| Ret | 18 | Jarno Trulli       | Lotus-Cosworth       | 3      | Câmbio            | 17   | —      |
| Ret | 16 | Sebastien Buemi    | Toro Rosso-Ferrari   | 1      | Acidente          | 16   | —      |

## Curiosidade
- A equipe Red Bull Racing faz a sua corrida de número 100 na Fórmula 1.

## Tabela do campeonato após a corrida
Observe que somente as seis primeiras posições estão incluídas na tabela.
| Pos | Var     | Piloto           | Pontos |
| --- | ------- | ---------------- | ------ |
| 1   | Estável | Lewis Hamilton   | 157    |
| 2   | Estável | Jenson Button    | 143    |
| 3   | Estável | Mark Webber      | 136    |
| 4   | Estável | Sebastian Vettel | 136    |
| 5   | Estável | Fernando Alonso  | 123    |
| 6   | Estável | Nico Rosberg     | 94     |

| Pos | Var     | Construtor           | Pontos |
| --- | ------- | -------------------- | ------ |
| 1   | Estável | McLaren-Mercedes     | 300    |
| 2   | Estável | Red Bull-Renault     | 272    |
| 3   | Estável | Ferrari              | 208    |
| 4   | Estável | Mercedes             | 132    |
| 5   | Estável | Renault              | 96     |
| 6   | Estável | Force India-Mercedes | 47     |